# 에릭 오티에노
에릭 오마 오티에노(스와힐리어: Eric Ouma Otieno, 1996년 9월 27일 ~ )는 케냐의 축구 선수로, 엑스트라클라사 클럽 라쿠프 쳉스토호바와 케냐 국가대표팀에서 뛰고 있다. 주로 레프트백의 다른 모든 포지션에도 배치할 수 있다.

## 구단 경력
키수무현 아와시에서 태어난 오티에노는 2016년 1월, 고르 마히아와 6개월 계약을 체결한 후 여름 동안 연말까지 재계약했다. 오티에노는 계약이 끝나자 고르 마히아를 떠나 2017년 1월, 조지아 클럽 콜케티 포티와 6개월 계약을 체결했다. 2018년 2월에는 알바니아 클럽 카스트리오티 크루여로 이적했고, 2018년 9월에는 스웨덴 클럽 바살룬트에서 22경기에 출전해 2골을 기록했다.
그는 2020년 시즌을 AIK로 이적했다.
2024년 1월 11일, 오티에노는 엑스트라클라사의 디펜딩 챔피언 라쿠프 쳉스토호바와 3년 계약을 체결했다.

## 국가대표팀 경력
오티에노는 2016년 5월 29일, 케냐 국가대표팀으로 데뷔하여, 탄자니아와의 1-1로 비겼다.
그는 2019년 아프리카 네이션스컵에 국가대표팀으로 출전했다.